# Diocesi di Oyem
La diocesi di Oyem (in latino: Dioecesis Oyemensis) è una sede della Chiesa cattolica in Gabon suffraganea dell'arcidiocesi di Libreville. Nel 2021 contava 169.200 battezzati su 172.340 abitanti. È retta dal vescovo Jean-Vincent Ondo Eyene.

## Territorio
La diocesi comprende la provincia gabonese di Woleu-Ntem.
Sede vescovile è la città di Oyem, dove si trova la cattedrale di Santa Teresa.
Il territorio è suddiviso in 13 parrocchie.

## Storia
La diocesi è stata eretta il 13 maggio 1969 con la bolla Divini Magistri verba di papa Paolo VI, ricavandone il territorio dall'arcidiocesi di Libreville.
Il 19 marzo 2003 ha ceduto una porzione del suo territorio a vantaggio dell'erezione della prefettura apostolica di Makokou (oggi vicariato apostolico).

## Cronotassi dei vescovi
Si omettono i periodi di sede vacante non superiori ai 2 anni o non storicamente accertati.
- François Xavier Ndong Ndoutoume † (13 maggio 1969 - 23 agosto 1982 ritirato)
- Basile Mvé Engone, S.D.B. (23 agosto 1982 succeduto - 3 aprile 1998 nominato arcivescovo di Libreville)
- Jean-Vincent Ondo Eyene, dal 17 febbraio 2000

## Statistiche
La diocesi nel 2021 su una popolazione di 172.340 persone contava 169.200 battezzati, corrispondenti al 98,2% del totale.
| anno | popolazione | popolazione | popolazione | presbiteri | presbiteri | presbiteri | presbiteri                | diaconi | religiosi | religiosi | parrocchie |
| anno | battezzati  | totale      | %           | numero     | secolari   | regolari   | battezzati per presbitero | diaconi | uomini    | donne     | parrocchie |
| ---- | ----------- | ----------- | ----------- | ---------- | ---------- | ---------- | ------------------------- | ------- | --------- | --------- | ---------- |
| 1970 | 68.000      | 150.000     | 45,3        | 28         | 9          | 19         | 2.428                     |         | 19        |           | 8          |
| 1980 | 105.358     | 166.000     | 63,5        | 30         | 8          | 22         | 3.511                     |         | 32        | 18        | 10         |
| 1990 | 118.579     | 211.000     | 56,2        | 16         | 7          | 9          | 7.411                     |         | 14        | 19        | 10         |
| 1997 | 110.000     | 195.000     | 56,4        | 20         | 14         | 6          | 5.500                     |         | 9         | 20        | 11         |
| 2000 | 119.052     | 183.157     | 65,0        | 18         | 13         | 5          | 6.614                     |         | 9         | 12        | 10         |
| 2001 | 121.360     | 244.000     | 49,7        | 20         | 16         | 4          | 6.068                     |         | 7         | 13        | 11         |
| 2002 | 123.020     | 244.615     | 50,3        | 22         | 16         | 6          | 5.591                     |         | 9         | 14        | 11         |
| 2003 | 78.020      | 159.615     | 48,9        | 15         | 12         | 3          | 5.201                     |         | 7         | 11        | 8          |
| 2004 | 78.020      | 159.615     | 48,9        | 20         | 15         | 5          | 3.901                     |         | 9         | 17        | 8          |
| 2007 | 78.020      | 159.615     | 48,9        | 23         | 18         | 5          | 3.392                     | 2       | 9         | 17        | 8          |
| 2011 | 104.100     | 174.000     | 59,8        | 36         | 35         | 1          | 2.891                     |         | 3         | 10        | 8          |
| 2016 | 151.600     | 154.986     | 97,8        | 30         | 27         | 3          | 5.053                     |         | 7         | 10        | 8          |
| 2019 | 162.000     | 165.000     | 98,2        | 32         | 31         | 1          | 5.062                     |         | 4         | 13        | 10         |
| 2021 | 169.200     | 172.340     | 98,2        | 42         | 42         |            | 4.028                     |         | 2         | 13        | 13         |